# 給料泥棒
給料泥棒（きゅうりょうどろぼう）とは、給料に見合った貢献をしていない労働者を形容する日本の言葉。
怠惰であったり成果を上げられなかったりするなど、業績不振な社員を批難するときにこの言葉が用いられる。使い方によってはパワハラになりうる。

## 事例
例えば、喫煙者の社員が勤務時間中に離脱してタバコを吸いに行くと、この喫煙した時間分を時給換算で合計した場合、社員によっては1年間に35万円の給料泥棒となる場合も存在する。このため、橋下徹市政下の大阪市など、「勤務中に喫煙すること自体を禁止」するようになった会社も存在してきている。